# Molís
Molís de Medòc (en francès Moulis-en-Médoc) és un municipi francès situat al departament de la Gironda i a la regió de la Nova Aquitània.

## Demografia
| 1962                                       | 1968 | 1975  | 1982  | 1990  | 1999  | 2007  |
| ------------------------------------------ | ---- | ----- | ----- | ----- | ----- | ----- |
| 911                                        | 972  | 1.016 | 1.208 | 1.326 | 1.366 | 1.655 |
| Des de 1962: població sense dobles comptes |      |       |       |       |       |       |

## Administració
| Període   | Identitat          | Partit |
| --------- | ------------------ | ------ |
| 2001-2008 | Georges Bayonnette |        |
| 2001-     | Christian Lagarde  |        |